# (285) Regina
(285) Regina es un asteroide perteneciente al cinturón de asteroides descubierto el 3 de agosto de 1889 por Auguste Honoré Charlois desde el observatorio de Niza, Francia.
Se desconoce la razón del nombre.